# 拉斐尔·佛朗哥
拉斐尔·德·拉·克鲁斯·佛朗哥·奥赫达（西班牙語：Rafael de la Cruz Franco Ojeda，1896年10月22日—1973年9月16日），巴拉圭军人、总统。

## 生平
出生于亚松森，后毕业于军事学院。1926年11月被任命为巴拉圭第二步兵团司令官。后来在大厦谷战争中负伤。1936年2月，他发动军事政变推翻尤塞比奥·阿亚拉，自任总统，弗朗哥在任期间，推行土地改革、并颁布法令保障劳工权益，为弗朗西斯科·索拉诺·洛佩斯恢复名誉，并追认其为国家英雄。日侨也在此时开始移民到巴拉圭。但在1937年8月，以何塞·费利克斯·埃斯蒂加里维亚为首的军方推翻了他的统治，他被迫流亡乌拉圭。